# Battaglia di Velletri (1744)
La battaglia di Velletri fu combattuta nel 1744 nell'ambito della Guerra di successione austriaca.

## Antefatto
Pochi anni prima (1734), nell'ambito della Guerra di successione polacca, l'Austria aveva ceduto alla Spagna il Regno di Napoli (che peraltro nel 1707 l'Austria aveva strappato alla Spagna nell'ambito della Guerra di successione spagnola;  fino ad allora, negli ultimi due secoli l'Italia meridionale e la Sicilia erano appartenuti alla Spagna come viceregni). L'autonomia dei regni di Napoli e di Sicilia dalla corona spagnola era stata ottenuta grazie all'azione diplomatica della regina Elisabetta Farnese, seconda moglie del re di Spagna Filippo V, la quale rivendicava per i propri figli, esclusi dalla successione al trono spagnolo da Don Ferdinando (il futuro Ferdinando VI di Spagna), figlio di primo letto di Filippo V. Dopo aver inizialmente ottenuto il Ducato di Parma e Piacenza in qualità di erede dei Farnese, il 10 maggio 1734 il primogenito di Filippo V e di Elisabetta Farnese, don Carlos, assunse le corone di Napoli e di Sicilia sottraendoli alla dominazione austriaca.
Il giovane regno fu coinvolto pochi anni dopo nella Guerra di successione austriaca: il 13 settembre 1743, il Regno di Gran Bretagna, il Regno di Sardegna e l'Arciducato d'Austria avevano firmato a Worms un trattato in base al quale si impegnavano ad allontanare i Borbone da Napoli e dalla Sicilia, in cambio della cessione al Re di Sardegna, da parte dell'Austria, di Piacenza e di parte della Lombardia. Come reazione, la Francia e la Spagna sottoscrissero un nuovo patto di famiglia contro i firmatari del trattato di Worms, fra l'altro con l'intento di ottenere anche i Ducati di Milano e di Parma che avrebbero dovuto essere consegnati a Filippo di Borbone, il secondogenito di Elisabetta Farnese e Filippo V di Spagna.

## La battaglia
Quando nel marzo 1744 Lobkowitz iniziò la campagna che doveva portare a Velletri l'Armata d'Italia (austriaca), sotto il suo comando, coadiuvato da Ulisses Brown, essa contava 11614 fanti e 2867 cavalieri.

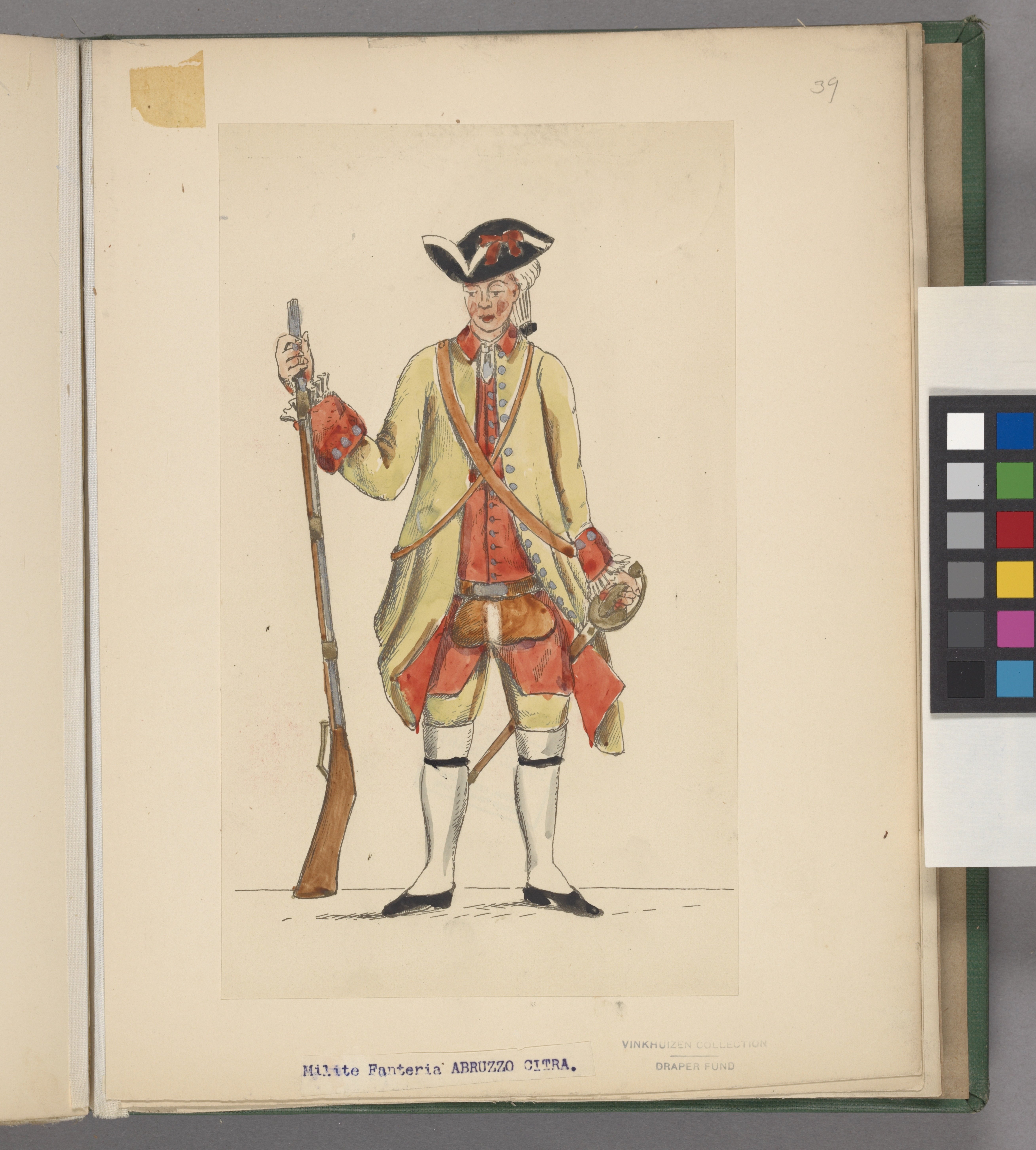
Fuciliere dell'esercito napoletano

Il 29 maggio mossero dai loro accampamenti sia l'Armata d'Italia da Rocca di Papa, sia l'esercito combinato napolispano da Valmontone, con Lobkowitz che tentò una diversione su Colonna e Zagarolo, puntando invece con il grosso dell'esercito su Marino e Velletri, invece i napolispani si concentrarono a Lariano puntando poi su Velletri.
Nella notte fra il 1° ed il 2 di giugno Lobkowitz arrivò a Nemi, dove pose il campo, mentre le sue truppe leggere occuparono la cresta del monte Monte Artemisio, tagliando l'acquedotto della Faiola, che riforniva d'acqua la città. L'esercito napolispano, guidato da re Carlo e dal conte di Gages, era accampato pochissimi chilometri più a sud, sul monte Artemisio, a Velletri.
I napolispani fortificarono l'abitato di Velletri appoggiandosi al colle dei Cappuccini ed a Porta Romana, mentre gli austriaci li fronteggiavano su Monte Spina (o Monte della Fajola) e Monte Piccolo (4 km a N dell'abitato), mentre rimase praticamente scoperta la via tra Velletri e Genzano. Anche se a Velletri mancava l'acqua potabile, tuttavia anche il campo di Nemi, sebbene esaltato in un rapporto che Lobkowitz inviò alla regina era estremamente insalubre.
Nel giugno e luglio Lobkowitz inviò in Abruzzo il generale Novati con i colonnelli Soro e Gorani per far sollevare le provincie ed allontanare, quindi, da Velletri parte della forze napolispane, ottenendo comunque risultati politici molto limitati e allontanando dal campo di Velletri solo circa 1500 uomini.
Il Colletta descrive la posizione di Velletri, in cima ad un colle con pendici ripide coltivate a uliveti e vigne, circondato da tre valli in cui scorrono torrenti, mentre verso nord ed est sale verso i Colli Albani ed i Monti Lepini. A nord era il Monte Artemisio, lontano 4 miglia o più da Velletri. Il campo borbonico aveva l'ala destra verso l'Artemisio e l'ala sinistra verso la Porta Romana ed il centro nell'abitato: il centro non era fortificato ma presidiato, sul Colle dei Cappuccini erano posizionate le artiglierie e campi per singole unità di fanteria o cavalleria per il controllo delle posizioni ed il nemico, tagliando i canali dell'acquedotto, impedì di rifornire una fonte perenne che abbelliva la piazza della città. A questo punto venne scavata una vena dal fondo di una valle a 3 miglia dalla città.Tuttavia i viveri erano abbondanti (nonostante la scarsità di acqua) riforniti grazie "all'amore dei soggetti" (sudditi). Invece l'esercito nemico, accampato sui monti, contava sia gli uomini sia le armi ed era coperto dalle balze de terreno, pur avenado abbondanza di acqua, ma scarsezza di viveri, sebbene Roma ed altre città lo rifornissero, tuttavia Lobkowitz, per attaccare il campo borbonico, doveva portare le sue truppe nelle valli, esponendosi quindi al tiro dell'esercito più forte.

### La sorpresa sul Monte Piccolo
Il 17 giugno, appena calata l'oscurità, 12 000 napolispani mossero verso le fortificazioni di Monte Piccolo. All'alba i granatieri valloni dei reggimenti spagnoli occuparono la batteria di Monte Piccolo, mentre altre truppe occupavano il Maschio dell'Ariano, La Fajola e incendiavano i Pratoni del Vivaro, il comandante della guarnigione del Monte Piccolo (gen. Pestaluzzi) fu catturato, probabilmente ubriaco in una cascina di vignaioli. Il giorno successivo, a causa delle condizioni non troppo favorevoli Gages diede l'ordine di ritirarsi e conservare solo la linea di cresta dell'Artemisio.

### La sorpresa dell'11 agosto
Il 28 luglio arrivò a Lobkowitz la richiesta di trasferire almeno un reggimento in Piemonte per cercare di evitare la caduta del Regno di Sardegna, attaccato dai borbonici attraverso le Alpi. A questo punto Lobkowitz decise di cercare di sorprendere i borbonici con un attacco a tenaglia, dando a Brown 6000 uomini per attaccare l'ala sinistra napolispana e tenendone altri ad attaccare l'Artmesio e l'ala destra napolispana. A posteriori (in una lettera datata 12 agosto) Lobkowitz sostenne che lo scopo della sorpresa era quello di catturare lo stato maggiore dell'armata napolispana ed in particolare re Carlo. Questa ipotesi non appare fondata, soprattutto per i gravi problemi diplomatici a cui avrebbe portato.

#### I combattimenti nell'abitato
Brown mosse dal campo di San Gennaro a mezzogiorno del 10 agosto dirigendosi inizialmente verso Lanuvio, ma deviando con la notte su Velletri e fermandosi ad attendere la cavalleria alla fonte Paganica (in Contrada Paganico, presso Velletri). Quando, all'alba, arrivò la cavalleria, Brown diede l'ordine di marciare su Velletri, giunta a contatto con i borbonici la fanteria di Brown riuscì a forzare Porta Napoletana ed entrare nell'abitato. Una volta nell'abitato le colonne puntarono su Palazzo Ginnetti, dove alloggiava re Carlo, ma intanto il re si era rifugiato a Villa Antonelli (sede del quartier generale tattico e dove si trovava il Marchese Telesca di Gaetano sua guardia del corpo) e da dove successivamente diresse la battaglia. Gages, che stava salendo sull'Artemisio, accortosi di quanto stava accadendo, allertò l'ala destra dello schieramento napolispano, per tentare un contrattacco. Intanto le fanterie di Brown si erano date al saccheggio dell'abitato, perdendo quindi il momento per infliggere ai napolispani una sconfitta decisiva. La ritirata, iniziata verso le 7 di mattina, avvenne regolarmente senza che i napolispani tentassero un'intercettazione, comunque possibile, lungo la linea di ritirata degli uomini di Brown. Il bottino di Brown furono 574 prigionieri (fra cui il generale Mariani, e 74 ufficiali), 12 bandiere e 3 stendardi di cavalleria.

#### I combattimenti sull'Artemisio
Mentre in città si combatteva, i generali Andrassy e Platz portavano le loro truppe all'attacco sull'Artemisio. L'attacco di Platz, contro le batterie poste sull sommità del monte, spinse gli spagnoli a difendere quel settore lasciando solo i micheletti (fucilieri di montagna) a difesa delle opere minori, mentre Andrassy successivamente attaccava la linea delle difese ispanonapoletane, travolgendo i micheletti, ma Gages inviò in loro soccorso le truppe ancora non impegnate all'ala destra e costringendo anche Andrassy a ritirarsi alle 8.30. le perdite austriache sull'Artemisio non sono mai state quantificate l tuttavia si può supporre che i morti siano stati circa 500, contro circa 200 della colonna di Brown, cosa che toglie altra credibilità all'affermazione "a posteriori" di Lobkowitz.
A ottobre nel campo borbonico scoppiò il colera, di cui si ammalarono il re e tutta la corte e solo il 1º novembre Lobkowitz lasciò il campo di Nemi per portarsi verso Roma e successivamente a Viterbo
.
Per il grande coraggio dimostrato in battaglia, il re di Sardegna Carlo Emanuele III, alleato dell'Austria, scrisse dopo la guerra al suo ambasciatore a Napoli, conte Solaro di Monasterolo, che re Carlo «aveva rivelato una costanza degna del suo sangue e che si era comportato gloriosamente»..

## Opera lirica
In età risorgimentale, la battaglia di Velletri, essendo stata combattuta contro l'esercito imperiale austriaco da parte di uno stato italiano, fu molto popolare. Il terzo atto de La forza del destino di Giuseppe Verdi si svolge infatti a Velletri, alla vigilia dello scontro con le truppe austriache.